# 林肯鎮區 (堪薩斯州林縣)
林肯鎮區（英語：Lincoln Township）為美國堪薩斯州林縣轄下的鎮區。2010年美国人口普查中該鎮區人口有2,528人。

## 地理
林肯鎮區涵蓋總面積為135.68平方（52.39平方英里），其中122.68平方（47.37平方英里）為陸地，12.98平方（5.01平方英里）或9.57%為水域。海拔高度258（846英尺）。

## 人口統計
根據2010年美國人口普查，林肯鎮區人口有2,528人，住房1,471戶，人口密度為18.63人/每平方公里。此鎮區居民之種族中，白人有2,438人，非裔美國人有8人，美洲原住民有28人，亞裔美國人有11人，太平洋島裔美國人有0人，其他種族有7人，混血種族則有36人。此外此鎮區有42人為西班牙裔或拉丁裔美國人。

## 交通

### 主要公路
- 69號美國國道
- 152號堪薩斯州州道